# Ali Pur
Ali Pur es una ciudad censal situada en el distrito de Delhi noroeste,  en el territorio de la capital nacional,  Delhi (India). Su población es de 20332 habitantes (2011). 

## Demografía
Según el censo de 2011 la población de Ali Pur era de 20332 habitantes, de los cuales 11217 eran hombres y 9115 eran mujeres. Ali Pur tiene una tasa media de alfabetización del 86,47%, superior a la media estatal del 86,21%: la alfabetización masculina es del 92,22%, y la alfabetización femenina del 79,38%.